# З журбою радість обнялась
«З журбою радість обнялась» — дебютна збірка українського поета Олександра Олеся, в якій відобразилися пореволюційні настрої українського інтелігента. Збірка вважається етапною завдяки відходу від традиційної народницької поетики. До книги ввійшли твори, написані у 1903–1906 роках, а також цикл «В Криму» (1906). 
Включена в перелік 100 найкращих книжок за версією українського ПЕН.

## Зміст
До збірки увійшло 112 віршів, серед яких і два найвідоміші у творчості автора: «Айстри» та «Чари ночі».

## Рецепція
Видавши свою першу збірку, Олесь практично одразу став культовим поетом — найпопулярнішим «після Шевченка». Таким він залишився і для всієї передреволюційної ґенерації українців.
Однак уже у 1920-х відбулася переоцінка його доробку. Цей "розрив" між поколіннями найкраще показав Микола Зеров, порівнявши "еміґрантське" видання Олеся з "радянським". На думку критика,
|  | Обмеженість Олеся старим образовим матеріалом відсунула його на другий план перед Тичиною (…), пересадивши першу колись скрипку на другорядне місце в оркестрі |

При цьому, замолоду Зеров теж захоплено ставився до Олесевого доробку

## Видання
- З журбою радість обнялась. — Київ, 1907
- З журбою радість обнялась. Видання третє. — Відень, (?).
- Твори в двох томах. Том 1 [Архівовано 12 квітня 2021 у Wayback Machine.] — с. 52-110.